# Бызов, Константин Константинович
Константин Константинович Бызов (4 января 1907, Санкт-Петербург — 2000, Москва) — работник морского флота, капитан дальнего плавания Мурманского морского пароходства.

## Биография
Родился в Санкт-Петербурге в 4 января 1907 года. В 1927—1933 ходил матросом на судах Совторгфлота. Работу совмещал с учебой на вечернем отделении Ленинградского морского техникума. С 1933 по 1935 год проходил срочную службу на Черноморском флоте. С 1936 года работал на судах Главсевморпути. Был 3-м, 2-м и старшим помощником капитана на судах «Ф. Литке» и «И. Сталин».
Начало Великой Отечественной войны встретил на ледоколе «И. Сталин». В начале 1942 года во время налета немецкой авиации «И. Сталин» получил повреждения и был направлен на ремонт в Сиэтл (США). В 1943 году ледокол работал в Охотском море на проводке судов, следующих из американского Портленда с грузами ленд-лиза, а также в Восточном секторе Арктики.
В октябре 1943 года стал капитаном ледокола «А. Микоян». С февраля 1944 года «А. Микоян» обеспечивал проводку судов в проливе Лаперуза и на восточном участке Северного морского пути. В начале 1945 года направлен в США для приемки передаваемого по ленд-лизу ледокола, который получил название «Адмирал Макаров». В качестве капитана этого ледокола работал до июля 1945 года, осуществляя проводку судов в порты Дальнего Востока.
До 1951 г. был капитаном ледохода «Северный полюс», который так же был получен СССР от США по программе ленд-лиза. Ледокол работал в дальневосточных морях, на СМП, в Балтийском море.
В 1949—1951 гг. «Северный полюс» провел две вынужденные зимовки в Арктике(в 1949—1950 гг. в Восточно-Сибирском море, в 1950—1951 гг. в бухте Солнечная у о. Большевик). В 1951 г. ледокол «Северный полюс» работал на западном участке СМП, а затем был возвращен США.
В июле 1952 года получил назначение капитаном на ледокол «Ермак».
В 1956—1957 годах в качестве капитана-дублера д/э «Обь» участвовал во 2-й Комплексной антарктической экспедиции.
В 1958—1972 гг. — капитан ледокола «Капитан Белоусов». Ледокол работал на СМП и в Балтийском море.
В 1969—1970 гг. руководил уникальной операцией по буксировке плавучей электростанции «Северное сияние» из Обской губы в Колыму.
Ушёл из жизни в 2000 году. Умер и похоронен в Москве.

## Награды
Награжден орденом Отечественной войны II степени, двумя орденами Ленина и другими наградами.